# Seznam evroposlancev iz Nemčije (2004–2009)
Seznam evroposlancev iz Nemčije' v mandatu 2004-2009.

### A
- Alexander Nuno Alvaro (Skupina zavezništva liberalcev in demokratov za Evropo)

### B
- Angelika Beer (Skupina Zelenih-Evropska svobodna zveza)
- Rolf Berend (Evropska ljudska stranka - Evropski demokrati)
- Reimer Böge (Evropska ljudska stranka - Evropski demokrati)
- Hiltrud Breyer (Skupina Zelenih-Evropska svobodna zveza)
- André Brie (Evropska združena levica – Zelena nordijska levica)
- Elmar Brok (Evropska ljudska stranka - Evropski demokrati)
- Udo Bullmann (Stranka evropskih socialistov)

### C
- Daniel Caspary (Evropska ljudska stranka - Evropski demokrati)
- Jorgo Chatzimarkakis (Skupina zavezništva liberalcev in demokratov za Evropo)
- Daniel Cohn-Bendit (Skupina Zelenih-Evropska svobodna zveza)
- Michael Cramer (Skupina Zelenih-Evropska svobodna zveza)

### D
- Albert Dess (Evropska ljudska stranka - Evropski demokrati)
- Garrelt Duin (Stranka evropskih socialistov)

### E
- Christian Ehler (Evropska ljudska stranka - Evropski demokrati)

### F
- Markus Ferber (Evropska ljudska stranka - Evropski demokrati)
- Karl-Heinz Florenz (Evropska ljudska stranka - Evropski demokrati)
- Ingo Friedrich (Evropska ljudska stranka - Evropski demokrati)

### G
- Michael Gahler (Evropska ljudska stranka - Evropski demokrati)
- Evelyne Gebhardt (Stranka evropskih socialistov)
- Norbert Glante (Stranka evropskih socialistov)
- Lutz Goepel (Evropska ljudska stranka - Evropski demokrati)
- Alfred Gomolka (Evropska ljudska stranka - Evropski demokrati)
- Friedrich-Wilhelm Graefe zu Baringdorf (Skupina Zelenih-Evropska svobodna zveza)
- Ingeborg Grässle (Evropska ljudska stranka - Evropski demokrati)
- Lissy Gröner (Stranka evropskih socialistov)
- Matthias Groote (Stranka evropskih socialistov)

### H
- Klaus Hänsch (Stranka evropskih socialistov)
- Rebecca Harms (Skupina Zelenih-Evropska svobodna zveza)
- Jutta Haug (Stranka evropskih socialistov)
- Ruth Hieronymi (Evropska ljudska stranka - Evropski demokrati)
- Karsten Friedrich Hoppenstedt (Evropska ljudska stranka - Evropski demokrati)
- Milan Horáček (Skupina Zelenih-Evropska svobodna zveza)

### J
- Georg Jarzembowski (Evropska ljudska stranka - Evropski demokrati)
- Elisabeth Jeggle (Evropska ljudska stranka - Evropski demokrati)
- Karin Jöns (Stranka evropskih socialistov)

### K
- Gisela Kallenbach (Skupina Zelenih-Evropska svobodna zveza)
- Sylvia-Yvonne Kaufmann (Evropska združena levica – Zelena nordijska levica)
- Heinz Kindermann (Stranka evropskih socialistov)
- Ewa Klamt (Evropska ljudska stranka - Evropski demokrati)
- Christa Klass (Evropska ljudska stranka - Evropski demokrati)
- Wolf Klinz (Skupina zavezništva liberalcev in demokratov za Evropo)
- Dieter-Lebrecht Koch (Evropska ljudska stranka - Evropski demokrati)
- Silvana Koch-Mehrin (Skupina zavezništva liberalcev in demokratov za Evropo)
- Christoph Werner Konrad (Evropska ljudska stranka - Evropski demokrati)
- Holger Krahmer (Skupina zavezništva liberalcev in demokratov za Evropo)
- Konstanze Krehl (Stranka evropskih socialistov)
- Wolfgang Kreissl-Doerfler (Stranka evropskih socialistov)
- Helmut Kuhne (Stranka evropskih socialistov)

### L
- Alexander Graf Lambsdorff (Skupina zavezništva liberalcev in demokratov za Evropo)
- Werner Langen (Evropska ljudska stranka - Evropski demokrati)
- Armin Laschet (Evropska ljudska stranka - Evropski demokrati)
- Kurt Joachim Lauk (Evropska ljudska stranka - Evropski demokrati)
- Kurt Lechner (Evropska ljudska stranka - Evropski demokrati)
- Klaus-Heiner Lehne (Evropska ljudska stranka - Evropski demokrati)
- Jo Leinen (Stranka evropskih socialistov)
- Peter Liese (Evropska ljudska stranka - Evropski demokrati)

### M
- Erika Mann (Stranka evropskih socialistov)
- Thomas Mann (Evropska ljudska stranka - Evropski demokrati)
- Helmuth Markov (Evropska združena levica – Zelena nordijska levica)
- Hans-Peter Mayer (Evropska ljudska stranka - Evropski demokrati)

### N
- Hartmut Nassauer (Evropska ljudska stranka - Evropski demokrati)
- Angelika Niebler (Evropska ljudska stranka - Evropski demokrati)

### O
- Vural Öger (Stranka evropskih socialistov)
- Cem Özdemir (Skupina Zelenih-Evropska svobodna zveza)

### P
- Doris Pack (Evropska ljudska stranka - Evropski demokrati)
- Tobias Pflüger (Evropska združena levica – Zelena nordijska levica)
- Willi Piecyk (Stranka evropskih socialistov)
- Markus Pieper (Evropska ljudska stranka - Evropski demokrati)
- Hans-Gert Poettering (Evropska ljudska stranka - Evropski demokrati)
- Bernd Posselt (Evropska ljudska stranka - Evropski demokrati)

### Q
- Godelieve Quisthoudt-Rowohl (Evropska ljudska stranka - Evropski demokrati)

### R
- Alexander Radwan (Evropska ljudska stranka - Evropski demokrati)
- Bernhard Rapkay (Stranka evropskih socialistov)
- Herbert Reul (Evropska ljudska stranka - Evropski demokrati)
- Dagmar Roth-Behrendt (Stranka evropskih socialistov)
- Mechtild Rothe (Stranka evropskih socialistov)
- Heide Rühle (Skupina Zelenih-Evropska svobodna zveza)

### S
- Frithjof Schmidt (Skupina Zelenih-Evropska svobodna zveza)
- Ingo Schmitt (Evropska ljudska stranka - Evropski demokrati)
- Horst Schnellhardt (Evropska ljudska stranka - Evropski demokrati)
- Juergen Schröder (Evropska ljudska stranka - Evropski demokrati)
- Elisabeth Schroedter (Skupina Zelenih-Evropska svobodna zveza)
- Martin Schulz (Stranka evropskih socialistov)
- Willem Schuth (Skupina zavezništva liberalcev in demokratov za Evropo)
- Andreas Schwab (Evropska ljudska stranka - Evropski demokrati)
- Renate Sommer (Evropska ljudska stranka - Evropski demokrati)
- Ulrich Stockmann (Stranka evropskih socialistov)

### T
- Helga Trüpel (Skupina Zelenih-Evropska svobodna zveza)

### U
- Feleknas Uca (Evropska združena levica – Zelena nordijska levica)
- Thomas Ulmer (Evropska ljudska stranka - Evropski demokrati)

### V
- Karl von Wogau (Evropska ljudska stranka - Evropski demokrati)

### W
- Sahra Wagenknecht (Evropska združena levica – Zelena nordijska levica)
- Ralf Walter (Stranka evropskih socialistov)
- Manfred Weber (Evropska ljudska stranka - Evropski demokrati)
- Barbara Weiler (Stranka evropskih socialistov)
- Anja Weisgerber (Evropska ljudska stranka - Evropski demokrati)
- Reiner Wieland (Evropska ljudska stranka - Evropski demokrati)
- Joachim Wuermeling (Evropska ljudska stranka - Evropski demokrati)

### Z
- Gabi Zimmer (Evropska združena levica – Zelena nordijska levica)